# 切奇希爾 (喬治亞州)
切奇希爾（英語：Church Hill）是位於美國喬治亞州馬里昂縣的一個非建制地區。該地的面積和人口皆未知。

## 地理
切奇希爾的座標為32°09′38″N 84°32′44″W / 32.16056°N 84.54556°W，而該地的平均海拔高度為184米（即604英尺）。